# Градище (Град)
Вижте пояснителната страница за други значения на Градище.
Градище (на македонска литературна норма: Градиште) е крепост, съществувала през Античността и Средновековието, разположена край царевоселското село Град, Северна Македония. При археологически проучвания от 2001 година Градище е идентифицирана като късноантичния град Хармония.

## Местоположение
Крепостта е разположена в склоновете на Влахина, непосредствено източно над Град.

## История

### Праистория
На хълма Градище при археологически разкопки в 2001 година е открита метална фигура на женско божество – майка с олтар – датирана преди около 5500 години. При същите проучвания е разкопана добре запазена енолитна къща с огнище с четири керамични съда. В този район са открити и селища от бронзовата епоха.

### Античност
При по-стари проучвания в землището на селото е открита голяма тава с гръцки монети от град Хистeя на Евбея от IV и III век пр. н. е., което показва, че тук е имало селище и през елинистическата епоха. Същото селище продължава да съществува и през римския период. На самия рид са намерени голям брой монети от римския период и ранновизантийското време. Открити са каменни съдове и керамика от всички епохи. Изкопани са и голям брой питоси.
Според находките мястото е било добре укрепена крепост с акропол на върха на хълма и кула за наблюдение на околностите и защита срещу нападения.
Крепостта се идентифицира с късноантичния град Хармония, I – IV век.
Не е открита раннохристиянска църква, но в 2001 година са намерени три бронзови кръста – единият датиран общо в Средновековието, вторият в X – XII век, а третият – в XVIII век.